# Anatolij Bannyk
Anatolij Oleksandrovyč Bannyk (in ucraino Анатолій Олександрович Ба́нник?, in russo Анато́лий Алекса́ндрович Ба́нник?, Anatolij Aleksandrovič Bannik; Kiev, 7 dicembre 1921 – 19 gennaio 2013) è stato uno scacchista ucraino naturalizzato tedesco (sovietico fino al 1991).
Considerato uno dei più forti giocatori ucraini del ventennio 1945-1965. Vinse cinque volte il campionato nazionale (1945, 1946, 1951, 1955 e 1964), un record per il campionato ucraino.
Partecipò alla finale di sette Campionati sovietici dal 1954 al 1964. Ottenne il miglior risultato nel 1962 a Erevan, dove realizzò 10,5 su 19 (8º su 20 partecipanti; vinse Viktor Korčnoj).
Non ebbe mai l'opportunità di giocare al di fuori dell'Unione Sovietica, con l'eccezione di un incontro a squadre Jugoslavia-URSS del 1963 a Fiume (dove realizzò 2 su 4), il che gli impedì di ottenere titoli FIDE. Ottenne però il titolo di Maestro Sovietico nel 1948, dopo aver vinto a Mosca il torneo "da Candidati a Maestri".
Altri risultati della sua carriera:
- 1955:  2º-3º con Boleslavs'kyj nella semifinale del campionato sovietico (vinta da Spasskij);
- 1957:  2º-5º nel torneo di Kiev (vinto da Petrosyan);
- 1960:  vince la semifinale del campionato sovietico, davanti a Leonid Štejn;
- 1962  vince a Minsk il campionato dello Spartak Club, davanti a Cholmov, Zajcev e Suėtin.

Negli anni '90 si trasferì in Germania, dove rimase un giocatore attivo fino al 2000. Nel campionato a squadre della Bassa Baviera del 1999-2000 realizzò, all'età di 79 anni, un notevole 7 su 9.

## Alcune partite notevoli
- Salo Flohr - Bannik (semifinale Campionato URSS 1950)  – Partita Catalana
- Bannik - Tigran Petrosyan (Campionato URSS a squadre 1951)  – Difesa Nimzoindiana
- Bannik - Viktor Korčnoj (Campionato URSS 1951)  – Difesa Alechin
- Aleksej Suėtin - Bannik (semifinale Campionato URSS 1956)  – Difesa Pirc
- Bannik - Michail Tal' (Campionato URSS 1958)  – Francese Winawer
- Bannik - Leonid Štejn (Campionato URSS 1962)  – Siciliana var. Paulsen
- David Bronštejn - Bannik (Campionato URSS a squadre 1963)  – Spagnola var. berlinese